# Söderhamn
Söderhamn egy város, Söderhamn község székhelye, Gävleborg megyében, Svédországban.  Lakosainak száma 12 038 fő (2023. december 31.).

## Történelme
A város 1620-ban kapott városi jogot.

## Sport
A leghíresebb helyi sport a jéglabda . A Broberg/Söderhamn Bandy a legmagasabb osztályú Elitserienben játszik, és ötször lett svéd bajnok . 2017 októberében avatták fel a Helsingehus Arena fedett helyszínt.  Söderhamnból érkezett a nemzeti jéglabdacsapat edzője és a Federation of International Bandy igazgatótanácsának tagjai, mint például a jelenlegi főtitkár Bo Nyman. 
A Söderhamns FF és a Stugsunds IK a helyi futballklubok.

## Híres emberek
- Ernst Henrik Ellberg(wd) (1868–1948), Komponist
- Jan Johansson(wd) (1931–1968), jazz zenész és zongoraművész
- Petter Hansson (* 1976)  labdarúgó
- Anders Södergren(wd) (* 1977), sífutó
- Ida Engvoll(wd) (* 1985), színésznő
- Johan Oremo(wd) (* 1986), labdarúgó

- Safin Taki(wd) (* 1983) kurd filmproducer, filmrendező és operatőr(Söderhamnban nőtt fel).